# Inspiración Espiración
Inspiración Espiración é o segundo álbum do grupo musical Gotan Project, lançado em 2004.

## Faixas
1. "La Cumparsita" - 0:32
2. "Cité Tango" - 3:54
3. "Round About Midnight" - 7:09
4. "Confianzas" - 5:28
5. "The Man (El Hombre Remix)" - 7:12
6. "Percussion (Part 1)" - 4:14
7. "La Del Ruso (Calexico Version)" - 7:01
8. "El Capitalismo Foráneo (Antipop Consortium Remix)" - 3:26
9. "Tres Y Dos (Tango)" - 2:52
10. "M.A.T.H." - 2:55
11. "Tríptico (Peter Kruder Trip De Luxe)" - 10:10
12. "Santa Maria (Del Buen Ayre) (Pepe Bradock Wider Remix)" - 7:06